# Ростом (царь Имеретии)
Ростом (груз. როსტომი, 1571—1605) — царь Имеретии (1588—1589, 1590—1605), старший сын царевича Константина (ум. 1587) и внук имеретинского царя Баграта III. Из имеретинской ветви династии Багратионов.

## Биография

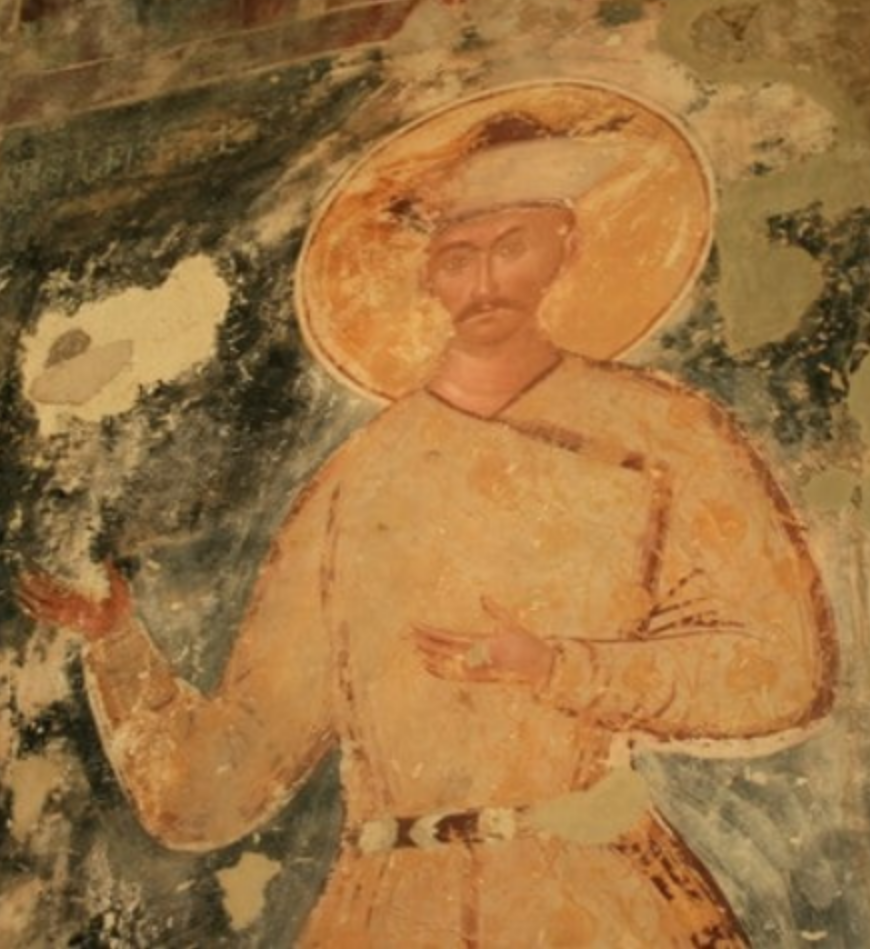
царевич Константин, отец Ростома

В 1588 году после пленения имеретинского царя Левана его двоюродный брат Ростом был назначен новым царем Имеретии.
А имеры привели Ростома, сына Константина, сына Баграта и посадили царем. Однако сей Ростом не смог твердо завладеть царством.Вахушти Багратиони, история царства Грузинского (жизнь Имерети)
В 1589 году князь Георгий Гуриели, собрав войско, прибыл в Кутаиси и посадил на царский трон своего ставленника Баграта IV. Георгий Гуриели укрепил Кутаисскую крепость и оставил в столице своего сына Мамию, чтобы наблюдать за Багратом.
Однако в этом же году Гиорги Гуриели узрел дела Ростома, собрал войско, пришел и привел Баграта, сына Таймураза Вахтангова сына, не устоял Ростом, отнял [Гуриели] Кутатиси и отдал Баграту, укрепил Кутатисскую крепость и сына своего Мамию приставил к Баграту. А сам пошел в Сачино, привел османское войско, изгнал Чиджавадзе, взял крепость Себека, разрушил ее и посадил там другого Чиджавадзе и возвратился в Гурию.Вахушти Багратиони, история царства Грузинского (жизнь Имерети)
Вскоре в Имеретию вторгся картлийский царь Симон, который занял Кутаиси и отстранил от власти царя Баграта IV. Симон оставил в Кутаиси свой гарнизон и взял богатых заложников. Свергнутый царь Ростом обратился за помощью к князю Мегрелии Манучару Дадиани (1590—1611). Манучар Дадиани собрал свои силы и захватил Кутаиси, посадив на царство Ростома. Услышал об этом царь Свимон, выступил в поход с большими силами, пушками и вооруженными войсками, перешел горы и вновь примкнули к нему имеретинцы.
В этом же году вновь пришел царь Свимон и примкнули к нему имеры. Подошел к Кутатиси, взял и вывел Баграта и поставил туда стражу свою и взял еще заложников в Имерети и ушел в Картли, а Ростом, видя такое положение и сам не в силах ничего предпринять, отправился к Манучару Дадиану и попросил о помощи. Тогда Дадиани собрал войско, пришел, взял Кутатиси и Ростом занял Имерети.Вахушти Багратиони, история царства Грузинского (жизнь Имерети)
Ростом не смог противостать ему и снова бежал в Одиши. Картлийский царь взял крепости Сканда, Квара, Кацхи, Свери, поставил в них свои гарнизоны и подошел к Кутаиси, которую также занял. Картлийский царь Симон Великий узнал об уходе Ростома в Одиши, выступил на него, чтобы схватить его и занять Имеретию.
В 1590 году в битве при Опшквити, владетельный князь Мегрелии Манучар Дадиани разгромил армию картлийского царя.
Тогда Дадиани прислал сказать: «Будем холопами твоими и пожалуй Ростому Имерети и будем покоряться тебе вечно». Но царь Свимон, возгордившись от множества побед, рассердился противодейством мегрелов и ответил с гневом: «Хочешь отдай Ростома и оставлю землю твою нетронутою, а если нет, приду и встречай в бою, если в силах». Услышав это, оскорбился Дадиани такой гордостью [царя], собрал войско и [взял с собой] Ростома вместе с некоторыми его имерами и на рассвете напал на царя Свимона. Царь Свимон был побежден и бежал в Картли, а Дадиани захватил добычу большую и пушки, отвез их в Одиши и привел Ростома и благословил в Кутатиси царем, взяли Кутатиси и крепости все и занял Ростом весь Имерети лета Христова 1590, грузинского 278.Вахушти Багратиони, история царства Грузинского (жизнь Имерети)
Симон с остатками войск отступил в Картли. Манучар Дадиани захватил богатую добычу и пушки. Ростом был приведен Манучаром Дадиани в Кутаиси и вторично посажен на имеретинский царский престол. Вскоре имеретинский царь Ростом и картлийский царь Симон примирились, обменявшись пленниками и заложниками.
А потом помирились царь Ростом и царь Свимон, отдал [Ростом] пленных и крепостную стражу Свимону, а царь Свимон вернул заложников имеретских и царствовал сей Ростом в мире, ибо помогал ему Дадиани.Вахушти Багратиони, история царства Грузинского (жизнь Имерети)
В 1597 году царь Имеретии Ростом женился на Тинатин, дочери Манучара II (1550—1614), атабега Самцхе-Джавахети (1581—1614), от брака с которой имел сына.

## Смерть
Затем умер царь Ростом лета Христова 1605, грузинского 293.Вахушти Багратиони, история царства Грузинского (жизнь Имерети)